# Список монархов Нидерландов
Монарх Нидерландов (нидерл. De Koning Van Nederland) — глава государства в Нидерландах, осуществляющий управление страной в соответствии с конституцией. Наследование трона происходит от умершего или отрёкшегося монарха к его старшему ребёнку независимо от пола по мужской или женской линии. Появился в 1815 году, с этого времени в Нидерландах правит Оранская династия. 
Исполнительная власть находится в руках монарха, который формирует правительство по согласованию с политическими партиями. Законодательная власть принадлежит двухпалатным Генеральным штатам. Брак наследника престола должен быть утверждён парламентом; принц или принцесса, вступившие в брак без разрешения парламента, лишаются права наследования престола.
Все законы после принятия  Генеральными штатами утверждаются королём. Монарх является председателем Государственного совета, состоящего из членов королевской семьи и назначенных монархом государственных деятелей и политиков, которые участвуют в законотворческой деятельности.
Монарх может производить награждения орденами (Орден Нидерландского Льва, Орден Оранских-Нассау и военный орден Виллема).
Королевская семья распоряжается шестью дворцами, в том числе Королевским дворцом в Амстердаме. Монарх не выплачивает налога на наследство на унаследованное им имущество.

## Список монархов Нидерландов
| Портрет | Имя                                                     | Дата рождения   | Дата смерти      | Начало правления | Окончание правления |                                                     |
| ------- | ------------------------------------------------------- | --------------- | ---------------- | ---------------- | ------------------- | --------------------------------------------------- |
|         | Виллем I Виллем Фредерик (Принц Виллем VI Оранский)     | 24 августа 1772 | 12 декабря 1843  | 15 марта 1815    | 7 октября 1840      | отрёкся от престола в 1840 году                     |
|         | Виллем II Виллем Фредерик Георг Лодевейк                | 6 декабря 1792  | 17 марта 1849    | 7 октября 1840   | 17 марта 1849       | сын предыдущего                                     |
|         | Виллем III Виллем Александр Пауль Фредерик Лодевейк     | 17 февраля 1817 | 23 ноября 1890   | 17 марта 1849    | 23 ноября 1890      | сын предыдущего                                     |
|         | Вильгельмина Вильгельмина Елена Полина Мари             | 31 августа 1880 | 28 ноября 1962   | 23 ноября 1890   | 4 сентября 1948     | дочь предыдущего; отреклась от престола в 1948 году |
|         | Юлиана Юлиана Эмма Луиза Мари Вильгельмина              | 30 апреля 1909  | 20 марта 2004    | 4 сентября 1948  | 30 апреля 1980      | дочь предыдущей, отреклась от престола в 1980 году  |
|         | Беатрикс Беатрикс Вильгельмина Армгард                  | 31 января 1938  | Ныне здравствует | 30 апреля 1980   | 30 апреля 2013      | дочь предыдущей, отреклась от престола в 2013 году  |
|         | Виллем-Александр Виллем-Александр Клаус Георг Фердинанд | 27 апреля 1967  | Ныне здравствует | 30 апреля 2013   | Настоящее время     | сын предыдущей                                      |